# ベニベンケイ
ベニベンケイ (Kalanchoe blossfeldiana)は、ベンケイソウ科カランコエ属に属する多年草。マダガスカル原産。種小名 blossfeldiana は、ドイツの育種家Robert Blossfeld に由来する。矮性種、高性種、斑入り種、などさまざまな変種があり、花色も白、黄色、ピンク、赤、オレンジなどさまざまである。近年では八重咲の品種も作られており、こちらは花持ちなどが非常に良いことから広く普及している。